# Rachias conspersus
Rachias conspersus là một loài nhện trong họ Nemesiidae.
Rachias conspersus được miêu tả năm 1837 bởi Walckenaer.